# Labium variegator
Labium variegator là một loài tò vò trong họ Ichneumonidae.